# Kapela
Kapela is een gemeente in de Kroatische provincie Bjelovar-Bilogora.
Kapela telt 3516 inwoners (2001).

## Plaatsen in de gemeente
- Babotok - 124 inwoners (2001)
- Botinac - 130
- Donji Mosti - 241
- Gornje Zdelice - 158
- Gornji Mosti - 98
- Jabučeta - 67
- Kapela - 504
- Kobasičari - 212
- Lalići - 38
- Lipovo Brdo - 133
- Nova Diklenica - 154
- Novi Skucani - 202
- Pavlin Kloštar - 169
- Poljančani - 103
- Prnjavor - 28
- Reškovci - 45
- Sredice Gornje - 210
- Srednja Diklenica - 58
- Srednji Mosti - 122
- Stanići - 146
- Stara Diklenica - 70
- Starčevljani - 176
- Stari Skucani - 181
- Šiptari - 85
- Tvrda Reka - 29
- Visovi - 33

Steden (gradovi): Bjelovar · Čazma · Daruvar · Garešnica · Grubišno Polje

Gemeenten (općine): Berek · Dežanovac · Đulovac · Hercegovac · Ivanska · Kapela · Končanica · Nova Rača · Rovišće · Severin · Sirač · Šandrovac · Štefanje · Velika Pisanica · Velika Trnovitica · Veliki Grđevac · Veliko Trojstvo · Zrinski Topolovac